# Швейк през Втората световна война
„Швейк през Втората световна война“ (на немски: Schweyk im Zweiten Weltkrieg) е драма на драматурга Бертолт Брехт. Написана е през 1943 г., докато той е в изгнание в САЩ, но никога не е завършена. Чак през 1946 г. Брехт отказва да позволи на Дойчес театър в Берлин да направи премиерата ѝ, твърдейки, че „Швейк“ все още не е завършена. Елизабет Хауптман публикува версия на пиесата, подходяща за игра, въз основа на няколко ръкописа на Брехт. Най-накрая е премиерно представена през януари 1957 г., шест месеца след смъртта на Брехт, с музика от Ханс Айслер във Варшава. Бертолт Брехт написва пиесата „Швейк във Втората световна война“ по романа „Добрият войник Швейк“ от чешкия автор Ярослав Хашек. Историческият контекст остава чуждото управление и съпротивата на чешкия народ срещу господарите му. Управлението на Хабсбургите е заменено от това на националсоциалистите, а Първата световна война е заменена от Втората световна война.
Пиесата е заснета през 1961 г. за Süddeutscher Rundfunk с Ханс Ернст Йегер в главната роля.
Темата занимава Брехт, откакто участва в сценична версия на „Приключенията на добрия войник Швейк“ в театър „Пискатор“ в Берлин в началото на 1928 г.

## Сюжет
Пражкият търговец на кучета Швейк е главният герой на драмата. Подобно на главния герой в немския превод на романа на Хашек, той е бохемски търговец. Той попада в неприятности с германските окупационни сили чрез приятеля си Балоун и след кратък престой в Гестапо е призован във Вермахта като наказание за престъплението си. Престъплението е било клане на любимото куче на шефа му в Гестапо и сервирането му на негов приятел.
Рамково повествование показва как Хитлер планира и извършва нападението срещу Съветския съюз. Това рамково повествование се слива с историята на Швейк в последната сцена, в която Швейк пристига като един от последните германски войници в Сталинград и среща Хитлер там. Швейк обаче не е впечатлен от него и отвръща на Хитлер:
| „ | И ти казвам съвсем открито, че просто още не знам Дали ще те застрелям сега или ще се изсера върху теб. | “ |

Тогава Хитлер губи контрол и започва да танцува диво.
Епилогът представлява гротескен контраст с „Прелюдията във висшите региони“. В прелюдията Брехт пародира „Пролога в небето“ от трагедията на Гьоте „Фауст“. Във версията на Брехт Хитлер се появява като Бог, Господ, който е почитан от тримата „ангели“ Гьоринг, Гьобелс и Химлер; в същото време обаче Хитлер приема и черти на Мефистофел, Дявола. Подредбата на повествованието от Брехт достига изключителна връхна точка.

## Техника на драмата
Бертолт Брехт пише пиесата в стила на епичния театър. Това е видно от многобройните ефекти на отчуждение, които възпрепятстват всякаква форма на катарзис. По-скоро възниква комедия, особено чрез пародии, които изопачават оригинала. Така се пародира не само „Фауст“ на Гьоте, но и „Песента на Хорст Весел“. Песните, които прекъсват пиесата, отразяват и коментират сюжета няколко пъти (както в много от пиесите на Бертолт Брехт).

## Песни
Брехт включва няколко песни, вградени в пиесата си „Швейк“ по време на Втората световна война, за използване извън пиесата. Предполага се, че „Маршът на телетата“ е бил предназначен и за антифашистки радиопредавания. „Маршът на телетата“ е пародия на песента на Хорст Весел. Извън контекста на „Швейк“, често се пее „Песента за Молдова“, от която Брехт е оставил само фрагменти. Мелодията ѝ е базирана на симфоничната поема на Бедржих Сметана „Молдова“.

## Тълкувания и критики
Продължение или времево изместване на сюжета на романа?
След премиерата на „Швейк“ във Варшава, критиците единодушно изразяват негативни мнения относно „пренасянето“ на сюжета на романа в нацистката епоха. Авторите предполагат, че Швейк на Хашек не е остарял с 25 години, а по-скоро, че Брехт е отчуждил сюжета в романа на Хашек, като е заменил чуждото управление на австро-унгарските държавни органи с това на нацистка Германия. Ян Кот нарича тази процедура „художествена грешка“, а Анджей Вирт заявява: „Швейк като активен персонаж“ е бил възможен само в старата австрийска армия, „при условията на относителна лична свобода, която е необходимо условие за всяко действие. Тази относителна лична свобода е унищожена от фашизма“. Вестник „Życie Warszawy“ („Варшавски живот“) стигна до подобно заключение: „Хитлерова Германия не е била оперетна държава“.Немскоезичната премиера на 1 март 1958 г. в театър Ерфурт също е провал сред критиката и публиката. Едва след премиерата на запад на 22 май 1959 г. в Schauspiel Frankfurt в продукция на Хари Бъквиц, за която Ханс Айслер разширява сценичната музика с четири интермеца за оркестър, пиесата започва серия от успехи на немски и чуждестранни сцени.
Берлинският ансамбъл обаче обобщава сюжета на своята продукция на Швейк, която се играе от април 2010 г. до септември 2013 г., със следните думи: „Храбрият войник Швейк, който вече е преживял Първата световна война, е все още жив и нашата история показва успешните му усилия да оцелее и през Втората световна война [...]“. Според тази интерпретация Швейк, хазяйката и редовните посетители на пражката кръчма „Zum Chalice“, всички от които са остарели с 25 години след избухването на Първата световна война, преживяват много неща за втори път. Въз основа на тази интерпретация Брехт написва продължение на романа на Хашек.